# Oracle (Kittie)
Oracle è il secondo album in studio del gruppo musicale canadese Kittie, pubblicato il 30 ottobre 2001 dalla Artemis Records.
La cover Run Like Hell era originariamente realizzata per un album tributo ai Pink Floyd.

## Tracce
1. Oracle – 2:00
2. Mouthful of Poison – 4:38
3. In Winter – 5:32
4. Severed – 3:20
5. Run Like Hell – 4:09 – Pink Floyd cover
6. Pain – 3:49
7. Wolves – 3:25
8. What I Always Wanted – 3:43
9. Safe – 4:12
10. No Name – 2:14
11. Pink Lemonade – 10:37

## Formazione
- Morgan Lander - voce, chitarra, pianoforte
- Talena Atfield - basso
- Mercedes Lander - batteria